# Olympische Sommerspiele 1992/Teilnehmer (Bolivien)
| Gelbes Symbol für Goldmedaillen mit stilisierten Olympischen Ringen | Graues Symbol für Silbermedaillen mit stilisierten Olympischen Ringen | Braundes Symbol für Bronzemedaillen mit stilisierten Olympischen Ringen |
| ------------------------------------------------------------------- | --------------------------------------------------------------------- | ----------------------------------------------------------------------- |
| —                                                                   | —                                                                     | —                                                                       |

Bolivien nahm an den Olympischen Sommerspielen 1992 in Barcelona, Spanien, mit einer Delegation von 13 Sportlern (acht Männer und fünf Frauen) teil.

## Teilnehmer nach Sportarten

### Gewichtheben
- Casiano Tejeda
Halbschwergewicht: 20. Platz

### Judo
- Carlos Noriega
Superleichtgewicht: 23. Platz

- Eric Bustos
Halbmittelgewicht: 22. Platz

### Leichtathletik
- Policarpio Calizaya
5000 Meter: Vorläufe
10.000 Meter: Vorläufe

- Juan Camacho
Marathon: 57. Platz

- Jacqueline Solíz
Frauen, 200 Meter: Vorläufe
Frauen, 400 Meter: Vorläufe

- Sandra Antelo
Frauen, 4 × 400 Meter: Vorläufe

- Gloria Burgos
Frauen, 4 × 400 Meter: Vorläufe

- Moré Galetovic
Frauen, 4 × 400 Meter: Vorläufe

### Radsport
- Pedro Vaca
Sprint: 23. Platz in der Qualifikation
1000 Meter Zeitfahren: 30. Platz

### Schießen
- Luis Gamarra
Skeet: 42. Platz

### Schwimmen
- Luis Medina
200 Meter Freistil: 46. Platz
400 Meter Freistil: 41. Platz
100 Meter Schmetterling: 63. Platz

- Paola Peñarrieta
Frauen, 50 Meter Freistil: 48. Platz
Frauen, 100 Meter Freistil: 47. Platz
Frauen, 200 Meter Freistil: 37. Platz